# Židovský hřbitov v Bosyni
Židovský hřbitov, založený nejspíše před rokem 1849, se nachází severovýchodně od vsi Bosyně na kraji lesa přístupného po polní cestě odbočující doprava ze silnice na Janovu Ves. V některých pramenech je také nazýván ŽH Vysoká-Bosyně podle vsi sousedící s Bosyní na západě. Na místě se dochovalo kolem 40 náhrobků a malé zbytky ohradní zdi. Je chráněn jako kulturní památka České republiky. Hřbitov je vlastně jen zbytkem hřbitova. Většina kamenů v erozi anebo roznesena do okolí. Mezi hlavní jména patří Grundfest, Fischer, Pollak a Friedman. Nejbohatší je (byla) patrně rodina Rössler. Zajímavá a opět lokální epigrafika. Vhodné světlo pro fotoaparát spíš v dopoledních hodinách. - Zbytky ohradní zdi, volně přístupný.[zdroj?]
Existence židovské obce nebyla ani v blízkém okolí prokázána.